# Leilani Mitchell
Leilani Seamah Mitchell (Richland, 15 de junho de 1985) é uma basquetebolista profissional australiana, que atualmente joga pelo Phoenix Mercury na WNBA. Mitchell nasceu e cresceu nos Estados Unidos, mas se naturalizou australiana antes do Campeonato Mundial de Basquetebol Feminino de 2014 na Turquia.

## Carreira na WNBA

### New York Liberty (2008–2013)
Mitchell foi incorporada á WNBA na segunda rodada no draft de 2008 pelo Phoenix Mercury, mas durante a pré-temporada foi trocada para o New York Liberty. Sua primeira partida profissional foi em 6 de junho de 2008. 
Mitchell fez uma ótima temporada em 2010, ela tornou-se armadora titular do Liberty, com médias de 9,3 pontos e 3,8 assistências por jogo, ganhou o prêmio de WNBA Most Improved Player de 2010, prêmio entregue as jogadoras da WNBA que tenha feito o maior avanço em suas atuações em relação as suas últimas temporadas.

### Phoenix Mercury (2015)
Em 4 de fevereiro de 2015, Mitchell assinou com o Phoenix Mercury. Em 12 de junho, contra o Indiana Fever ela fez 25 pontos sua maior pontuação na carreira. Em 5 de julho, o Phoenix venceu o Los Angeles Sparks por 94–91, graças a uma cesta de três pontos convertida por ela á 3.9 segundos do fim da prorrogação. Em 27 de agosto, ela marcou 16 pontos e fez uma cesta de três pontos no último segundo dando ao Phoenix uma vitória sobre o Connecticut Sun por 81–80.

### Washington Mystics (2016)
Em agosto de 2016, Mitchell assinou com o Washington Mystics, equipe no qual ela disputou apenas dez partidas e teve médias de 5,9 pontos.

## Outras ligas
Entre 2008–2012, Mitchell jogou para o ASPTT Arass na Ligue Féminine de Basketball (LFB), uma liga profissional francesa. Na temporada 2012–13, ela jogou no ŽKK Novi Zagreb da Croácia.
Desde 2013, Mitchell joga na WNBL, lá ela já defendeu o Dandenong Rangers, Sydney Uni Flames e Adelaide Lightning, em 2016, retornou aos Flames. Atualmente ela defende o Canberra Capitals durante a off-season da WNBA. Na WNBL,  ela já foi campeã duas vezes da liga, pelos Flames em 2017 e pelos Capitals em 2019. Mitchell, também foi selecionada três vezes para o WNBL All-Star Five, como melhor armadora da liga em 2014, 2016 e 2017.

## Seleção australiana
Em 2014, foi convocada para defender a Austrália no Campeonato Mundial de Basquetebol, no qual as Opals (como é conhecida a seleção australiana) ficaram com a medalha de bronze. Mitchell também defendeu a Austrália nos Jogos Olímpicos de 2016 no Rio de Janeiro.